# Ephyrina ombango
Ephyrina ombango är en kräftdjursart som beskrevs av Crosnier och Forest 1973. Ephyrina ombango ingår i släktet Ephyrina och familjen Oplophoridae. Inga underarter finns listade i Catalogue of Life.